# كرستل أباز
كرستل أباز (بالألبانية: Kristal Abazaj) (6 يوليو 1996 بإلباسان في ألبانيا - ) هو لاعب كرة قدم ألباني في مركز الهجوم. شارك مع منتخب ألبانيا لكرة القدم.

## روابط خارجية
- كرستل أباز على موقع الاتحاد الأوربي (الإنجليزية)
- كرستل أباز على موقع اتحاد تركيا (لاعب) (الإنجليزية)
- كرستل أباز على موقع قاعدة بيانات كرة القدم.إي يو (الإنجليزية)
- كرستل أباز على موقع ناشيونال فوتبول تيمز (الإنجليزية)
- كرستل أباز على موقع Soccerway.com (الإنجليزية)
- كرستل أباز على موقع عالم كرة القدم.نت (الإنجليزية)